# Pimería Alta
La Pimería Alta (terra alta dels Pimes) fou una àrea del segle xviii a la Província de Sonora i Sinaloa al Virregnat de Nova Espanya, que comprenia parts que actualment és el sud d'Arizona als Estats Units i el nord de Sonora a Mèxic.
La zona deu el seu nom als pimes i als estretament relacionats Tohono O'odham (papago), amerindis que vivien al desert de Sonora. La Pimería Alta fou el lloc on el missioner jesuïta pare Eusebio Kino va establir les missions espanyoles al desert de Sonora a finals del segle xvii i principis del segle xviii. Cap al 1751 va tenir lloc una important revolta pima contra les autoritats espanyoles.